# Mont Desor
Le mont Desor, en anglais Mount Desor, est un sommet montagneux américain dans le comté de Keweenaw, dans le Michigan. Il culmine à 425 mètres d'altitude sur l'Isle Royale, dont il est le plus haut sommet. Il est protégé au sein du parc national de l'Isle Royale et de l'Isle Royale Wilderness, dont il est également le point culminant. On peut l'atteindre via le Greenstone Ridge Trail.